# 産業洗浄技能士
産業洗浄技能士（さんぎょうせんじょうぎのうし）とは、国家資格である技能検定制度の一種で、都道府県知事（問題作成等は中央職業能力開発協会、試験の実施等は都道府県職業能力開発協会）が実施する、産業洗浄に関する学科及び実技試験に合格した者をいう。なお職業能力開発促進法により、産業洗浄技能士資格を持っていないものが産業洗浄技能士と称することは禁じられている。

## 区分
産業洗浄の中で高圧洗浄作業、化学洗浄作業に分かれる。

## 級別
高圧洗浄作業、化学洗浄作業ともに単一等級のみである。

## 実技作業試験内容

### 産業洗浄(高圧洗浄作業)
- 単一等級
- 実技試験
  - 作業試験
    - 課題1：下水道管洗浄車を使用して、定められた下水道管の洗浄を行う。試験時間＝20分
    - 課題2：超高圧洗浄車を使用して、熱交換器の管内の洗浄を行う。試験時間＝20分
    - 課題3：超高圧洗浄車を使用して、鋼板に塗られた塗料の剥離洗浄を行う。試験時間＝5分

  - ペーパーテスト：高圧洗浄法、高圧洗浄車の使用方法、圧力損失、洗浄用器具及び被洗浄用施設について行う。試験時間＝40分
- 学科試験
  - 50問（真偽法25問、多肢択一法25問）。試験時間＝1時間40分

### 産業洗浄(化学洗浄作業)
- 単一等級
  - 作業試験：塩酸濃度の測定、pH値の測定、洗浄回路の配管、組立て、ポンプの運転、洗浄回路の分解等について行う。試験時間＝1時間
  - ペーパーテスト：ボイラの給水加熱器の化学洗浄、ボイラの洗浄系統図、圧力損失等について行う。試験時間＝2時間